# هیو دنسی
هیو دنسی (به انگلیسی: Hugh Dancy) (زاده ۱۹ ژوئن ۱۹۷۵) بازیگر انگلیسی است. نخستین حضور او در سینما با بازی در نقش دیوید کاپرفیلد در فیلم دیوید کاپرفیلد (فیلم ۲۰۰۰) رقم خورد. از دیگر فیلم‌هایی که او در آن بازی کرده می‌توان به آرتور شاه، برادر ابله ما، کشمکش خوب ،آدام (فیلم ۲۰۰۹)، مارتا مارسی می مارلین و همچنین نقش ویل گراهام در هانیبال (مجموعه تلویزیونی) اشاره کرد که برای این نقش برنده جایزه ساترن شده‌است.

## گزیدهٔ نقش‌آفرینی‌ها
- سقوط شاهین سیاه (فیلم) (۲۰۰۱)
- ضرب (فیلم) (۲۰۰۳)
- لغتنامه هم‌خوابگی (۲۰۰۳)
- آرتور شاه (فیلم) (۲۰۰۴)
- طلسم الا (فیلم) (۲۰۰۴)
- شلیک به سگ‌ها (۲۰۰۵)
- غریزه اصلی ۲ (۲۰۰۶)
- باشگاه کتاب جین آستن (۲۰۰۷)
- غروب (فیلم ۲۰۰۷) (۲۰۰۷)
- وقار وحشی (۲۰۰۷)*-
- اعترافات یک معتاد به خرید (۲۰۰۹)
- آدام (فیلم ۲۰۰۹) (۲۰۰۹)
- برادر ابله ما (۲۰۱۱)
- مارتا مارسی می مارلین (۲۰۱۱)
- هیستری (فیلم ۲۰۱۱) (۲۰۱۱)
- افسانه‌های از: بازگشت دوروتی (۲۰۱۳)
- پو (۲۰۱۳
- آخر شب (۲۰۱۹)
- دانتون ابی ۲ (۲۰۲۲)
- محاکمه و مجازات (۱۹۹۸)
- شکارچی حرفه‌ای (۲۰۰۰)
- دیوید کاپرفیلد (فیلم ۲۰۰۰) (۲۰۰۰)
- مادام بوواری (فیلم ۲۰۰۰) (۲۰۰۰)
- هانیبال (مجموعه تلویزیونی) (۲۰۱۳–۲۰۱۵)
- مهلت گالیپولی (۲۰۱۵)
- مرغ ربات (۲۰۱۶, ۲۰۱۸)
- مسیر (مجموعه تلویزیونی) (۲۰۱۶–۲۰۱۸)
- میهن (مجموعه تلویزیونی) (۲۰۲۰)
- کشمکش خوب (۲۰۲۰–۲۰۲۱)
- نظم و قانون (۲۰۲۲-)